# Буркотун (мультфільм, 1977)
«Буркотун» (рос. «Ворчун») — грузинський радянський мультфільм 1977 року кінорежисера Отара Андронікашвілі.